# Condado de Vía Manuel

Escudo de Armas de los condes de Vía Manuel, a partir de José Manuel de Villena y Figueroa, III conde, durante la casa de Manuel de Villena. Manto de grandeza de España

El  condado de Vía Manuel es un título nobiliario español creado por el rey Carlos II de España por real decreto de 25 de octubre de 1689 a favor de Cristóbal Manuel de Villena y Portocarrero y ratificado tras la publicación del real despacho de 24 de octubre de 1695, con el vizcondado previo de la Villa de Cheles. El 15 de marzo de 1790, el rey Carlos IV de España concedió la grandeza de España a José Manuel de Villena y Figueroa.

## Los condes de Vía Manuel
|                        | Titular                                                  | Periodo                |
| Creación por Carlos II | Creación por Carlos II                                   | Creación por Carlos II |
| ---------------------- | -------------------------------------------------------- | ---------------------- |
| I                      | Cristóbal Manuel de Villena y Portocarrero               | 1689-1700              |
| II                     | Juan Manuel de Villena y Flórez                          | 1700-1754              |
| III                    | José Manuel de Villena y Figueroa                        | 1754-1792              |
| IV                     | José Manuel de Villena y Mendoza                         | 1792-1798              |
| V                      | José Manuel de Villena y Fernández de Córdoba            | 1798-1821              |
| VI                     | Cristóbal Manuel de Villena y Melo de Portugal           | 1821-1834              |
| VII                    | José Casimiro Manuel de Villena y Bambalere              | 1834-1854              |
| VIII                   | Enrique Manuel de Villena y Álvarez de las Asturias      | 1858-1875              |
| IX                     | María Isabel Manuel de Villena y Álvarez de las Asturias | 1878-1929              |
| X                      | Carlos Pardo-Manuel de Villena y Jiménez                 | 1930-1945              |
| XI                     | Carlos Pardo-Manuel de Villena y Verástegui              | 1952-2020              |
| XII                    | María del Consuelo Pardo-Manuel de Villena y Verástegui  | 2022-actual titular    |

## Historia de los condes de Vía Manuel
- Cristóbal Manuel de Villena y Portocarrero (Badajoz, 1625-1700), I conde de Vía Manuel, IX señor de Cheles.[2] Con este conde se iniciaría la línea principal de descendencia de los condes de Vía Manuel y la continuación de la Casa de Manuel de Villena. Fue general de artillería del Reino de Toledo, maestre de Campo del Tercio de Alcántara además de ser caballero de la Orden de Santiago. También fue gobernador de Jerez de los Caballeros y de Badajoz.

Casó en primeras nupcias con Leonor Botello de Mendoza y en segundas el 21 de noviembre de 1689 con María Josefa Flórez y Barrantes. Le sucedió su hijo del segundo matrimonio:
- Juan Manuel de Villena y Flórez (m. 30 de julio de 1754), II conde de Vía Manuel, X señor de Cheles.[2]

Casó en primeras nupcias con Inés Ángela de Aponte y Zúñiga. Contrajo un segundo matrimonio el 1 de diciembre de 1720 con Juana de Figueroa y Marmolejo. Le sucedió su hijo del segundo matrimonio:
- José Manuel de Villena y Figueroa (m. 31 de julio de 1792), III conde de Vía Manuel, a quien el rey Carlos IV concedió la grandeza de España, XI señor de Cheles.[2]

Contrajo un primer matrimonio el 23 de noviembre de 1749 con María de la Paz de Mendoza y Ribera (m. 1772). Casó en segundas nupcias el 19 de enero de 1776 con Francisca de Paula de Guadalfajara y Aguilera (m. 1851). Le sucedió su hijo del segundo matrimonio:
- José Manuel de Villena y Mendoza (m. 26 de septiembre de 1799), IV conde de Vía Manuel, grande de España, XII señor de Cheles.[2]

Casó en primeras nupcias el 25 de marzo de 1771 con Teresa Fernández de Córdoba y Argote (m. 1787). En segundas nupcias casó el 24 de enero de 1789 con Francisca de Paula de Quiñones y Cabrera. Le sucedió su hijo del primer matrimonio:
- José Manuel de Villena y Fernández de Córdoba (m. 28 de agosto de 1821), V conde de Vía Manuel, grande de España, XIII señor de Cheles y mariscal de campo.[2]

Casó el 6 de abril de 1790 con María del Pilar Melo de Portugal y Heredia (m. 24 de agosto de 1835), X marquesa de Rafal, I baronesa del Monte. Le sucedió su hijo:
- Cristóbal Manuel de Villena y Melo de Portugal (m. 26 de agosto de 1834), VI conde de Vía Manuel, grande de España, XIV señor de Cheles.[2] Murió fusilado por los carlistas tras ser hecho prisionero por las tropas de Tomás de Zumalacárregui.

Casó con Esperanza Bambalere y Olmos (m. 1857). Le sucedió su hijo:
- José Casimiro Manuel de Villena y Bambalere (Cheles, 3 de junio de 1825-2 de noviembre de 1854), VII conde de Vía Manuel,[2] XI marqués de Rafal,[5] dos veces grande de España, VIII conde de la Granja, XI barón de Puebla de Rocamora, XV señor de Cheles, gentilhombre de cámara con ejercicio y servidumbre,[6] heredó las dos importantes casas nobiliarias y numerosos títulos de nobleza. Con once años heredó las pertenencias de su padre y tras fallecer su abuela la marquesa de Rafal en 1838 heredó el resto de su patrimonio.

Casó, en Madrid, el 7 de febrero de 1850, con María Josefa Álvarez de las Asturias Bohorques y Guiráldez (m. 1885), dama de la Orden de las Damas Nobles de la Reina María Luisa, hija de Mauricio Nicolás Álvarez de las Asturias Bohorques y Chacón, II duque de Gor, grande de España, VII marqués de Trujillos, VI conde de Torrepalma, etc., y de María de la O Jacoba Guiráldez y Cañas, VII condesa de Lérida. Le sucedió su hijo:
- Enrique Manuel de Villena y Álvarez de las Asturias (13 de julio de 1852-25 de mayo de 1875), VIII conde de Vía Manuel,[2] XII marqués de Rafal, dos veces grande de España,[3] y II barón del Monte.[8]

Sin descendencia, le sucedió su hermana:
- María Isabel Manuel de Villena y Álvarez de las Asturias (Madrid, 4 de diciembre de 1850-Madrid, 18 de abril de 1929) , IX condesa de Vía Manuel,[2] XIII marquesa de Rafal,[5] dos veces grande de España,  XII baronesa y I marquesa de Puebla de Rocamora.[6]

Casó el 12 de enero de 1867 con Arturo de Pardo e Inchausti (m. 1907), senador del Reino. Cedió el marquesado de Rafal a su segundo hijo Alfonso, reservando el condado de Vía Manuel para su primogénito Arturo de Pardo y Manuel de Villena, I duque de Arévalo del Rey. Arturo recibió el 18 de mayo de 1903 de manos del rey Alfonso XIII de España  el ducado de Arévalo del Rey que lo sumó a la baronía del Monte Villena. Los sucesivos repartos del patrimonio de la Casa de Pardo-Manuel de Villena que se realizaron a la hora de hacer su testamento algunos de sus miembros, llevó a la dispersión de los títulos que siguieron caminos separados. Sucedió su nieto, hijo de Arturo de Pardo y Manuel de Villena, senador del reino y maestrante de Zaragoza, y de su esposa María de la Consolación Jiménez y Arenzana, III marquesa de Casa Jiménez, y III vizcondesa de Torre Almiranta, hija de Carlos Ramón Jiménez y González-Núñez, II marqués de Casa Jiménez y II vizconde de Torre Almiranta, y de su esposa Facunda de Arenzada y Echarri, hija de los condes de Fuente Nueva de Arenzana.
- Carlos Pardo-Manuel de Villena y Jiménez (Madrid, 20 de febrero de 1900-1945), X conde de Vía Manuel,[2][10] II duque de Arévalo del Rey, dos veces grande de España y II barón de Monte Villena.[11][9]

Casó el 14 de julio de 1923, en San Sebastián, con María de la Soledad Verástegui y Carroll. Le sucedió su hijo:
- Carlos Alberto Pardo-Manuel de Villena y Verástegui (m. Madrid, 24 de octubre de 2020)[12]), XI conde de Vía Manuel, grande de España,[2] IV marqués de Casa Jiménez y II barón de la Puebla de Benferri.[11]

Caso el 18 de enero de 1961 con María del Carmen Farriols Martínez. Sin descendencia, en 9 de mayo de 2022 le sucedió su hermana:
- María del Consuelo Pardo-Manuel de Villena y Verástegui, XII condesa de Vía Manuel,[13] X marquesa de Vellisca,[14] dos veces grande de España y IV duquesa de Arévalo del Rey.[11]

Casó con Juan Pablo de Lojendio e Iruce. Padres de Juan Pablo de Lojendio y Pardo Manuel de Villena, V duque de Arévalo del Rey, casado con Rosario Pérez-Yarza y Márquez. Con sucesión.